# もっこす

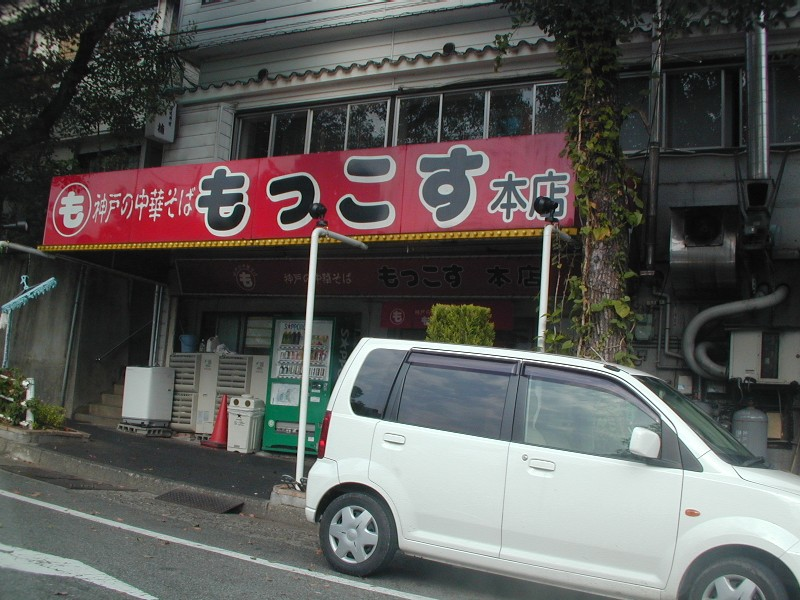
もっこす総本店

もっこすは、日本のラーメン店である。「神戸の中華そば もっこす」の名で兵庫県神戸市を中心に店舗展開しており、神戸市民のソウルフードの一つに挙げられる。経営上は、麺やスープの製造加工を行う「もっこす食品」と店舗を運営する「もっこすフーズ」に分かれている。

## 概要
1977年（昭和52年）10月に神戸市大倉山（楠町）で創業。屋号は創業者の出身地である熊本県の県民性「肥後もっこす（頑固者）」にちなんだもの。「も」を丸で囲んだトレードマークで知られる。濃厚な豚足醤油スープと細ストレート麺が特徴（濃厚なスープは、創業者が修行していた第一旭の影響を受けたもの）。ラーメンの上には大量のネギとチャーシューがのせられ、卓上にはサイコロ状に切られた沢庵漬けが備えられているのも特徴である。愛好家にMay'nや鷲崎健がいる。

## 店舗
2019年11月時点で直営店が5店舗（以下詳細）、フランチャイズ店が9店舗あり、いずれも兵庫県内。直営店・フランチャイズ店ともに、工場店から毎朝配達される麺とスープを使用している。
- 総本店（神戸市中央区楠町）
- 石屋川店（神戸市灘区徳井町）
  - 外ヘレ（チャーシューの希少部位）を「カセット」と呼ぶ独特の符丁がある[1]。
- 王子公園店（神戸市中央区割塚通）
- 舞子店（神戸市垂水区清水ヶ丘）
- 工場店（神戸市灘区味泥町）
  - この店舗のみもっこす食品が運営[2]。風貌・佇まい・腕前から「仙人」や「チャーハン仙人」と呼ばれるチャーハン作りの上手な店員がいる（2019年時点）[1]。

## 主要メニュー
注文時に「カタメン」「やわめん」「麺抜き」「濃いめ」「薄め」などの指定が可能で、「カタメン濃いめ」が一番人気。中華そばセットやチャーシュー、沢庵漬けなどはテイクアウト可能で、そのアレンジメニューがSNSで「おうちもっこす」などと話題になることがある。
- 中華そば
- チャーシュー麺
- 焼めし
- 焼餃子
- ライス
- 各種トッピング
- 麺大盛り

## 事件・事故
2017年2月4日の明け方、もっこす食品の工場で火災が発生した。一時各店舗の営業が中止されたが、順次再開した。
2021年、もっこす食品の社長が直営店などの売上金を過少計上していると社内で疑惑があがり、同年12月27日に残業代未払い請求と合わせてもっこすフーズの労働組合がストライキを実施（石屋川店が1日休業）、翌年1月に社長が解任された。不適切経理は遅くとも4年前からあったとされ、記録が残る2018年8月から2021年7月の間だけでも実際の売上金との差額が約2000万円に上った。同社は税務署に少なくとも2000万円の売り上げの修正申告を行ったとされ、取材に対し「経理上のミス」とした。
2022年11月15日、就労時間の制限を超えて外国人留学生を働かせたとして、もっこすフーズの社長が出入国管理及び難民認定法違反（不法就労助長）の疑いで逮捕された。留学生の労働時間の上限は1週間28時間と定められているが、週50時間以上働いていた時もあったとみられている。12月6日、神戸区検は、社長と法人としてのもっこすフーズを同法違反の罪で略式起訴した。神戸簡裁は同日、社長に罰金30万円、同社に罰金50万円の略式命令を出した。
2023年8月23日、従業員に違法な時間外労働をさせたとして、もっこすフーズの社長と法人としての同社が労働基準法違反の疑いで神戸東労働基準監督署から書類送検された。会社側は時間外労働を月45時間として労基署に届けていたが、実際には最長で週31時間、1カ月あたり100時間程度で、総労働時間は月284時間に及んでいたという。労基署が是正勧告をしていたが、改善が見られなかったとしている。同年9月4日には、ラーメン店の元店長が、長時間勤務が原因で適応障害を発症したとして会社を提訴した。2024年2月26日に神戸区検が社長ともっこすフーズを略式起訴。神戸簡裁は3月4日付でそれぞれに罰金20万円の略式命令を出した。